# Richard de Snaijer
Richard de Snaijer (24 juli 1974) is een voormalig hockeyer en tegenwoordig hockeycoach.
De Snaijer speelde in de Hoofdklasse tussen 1996 en 2002 voor HDM en daarna tot 2004 voor HC Rotterdam. Bij HC Klein Zwitserland sloot hij zijn carrière als speler af. De aanvaller en strafcornerspecialist stond jarenlang garant voor veel doelpunten en scoorde in 1998 29 doelpunten waarmee hij gedeeld topscorer werd. Hij heeft ook gespeeld in Jong Oranje.
Als coach was De Snaijer actief bij de mannen van HIC en HDM en de vrouwen van Laren. Met de vrouwen van Laren won hij in 2012 de EuroHockey Club Challenge Cup (Europacup I) door in de finale Den Bosch te verslaan. Met ingang van het seizoen 2012/13 is De Snaijer aangesteld als coach van de vrouwen van HC Rotterdam die in het voorgaande seizoen degradeerden naar de Overgangsklasse.